# Símbolos da Bahia

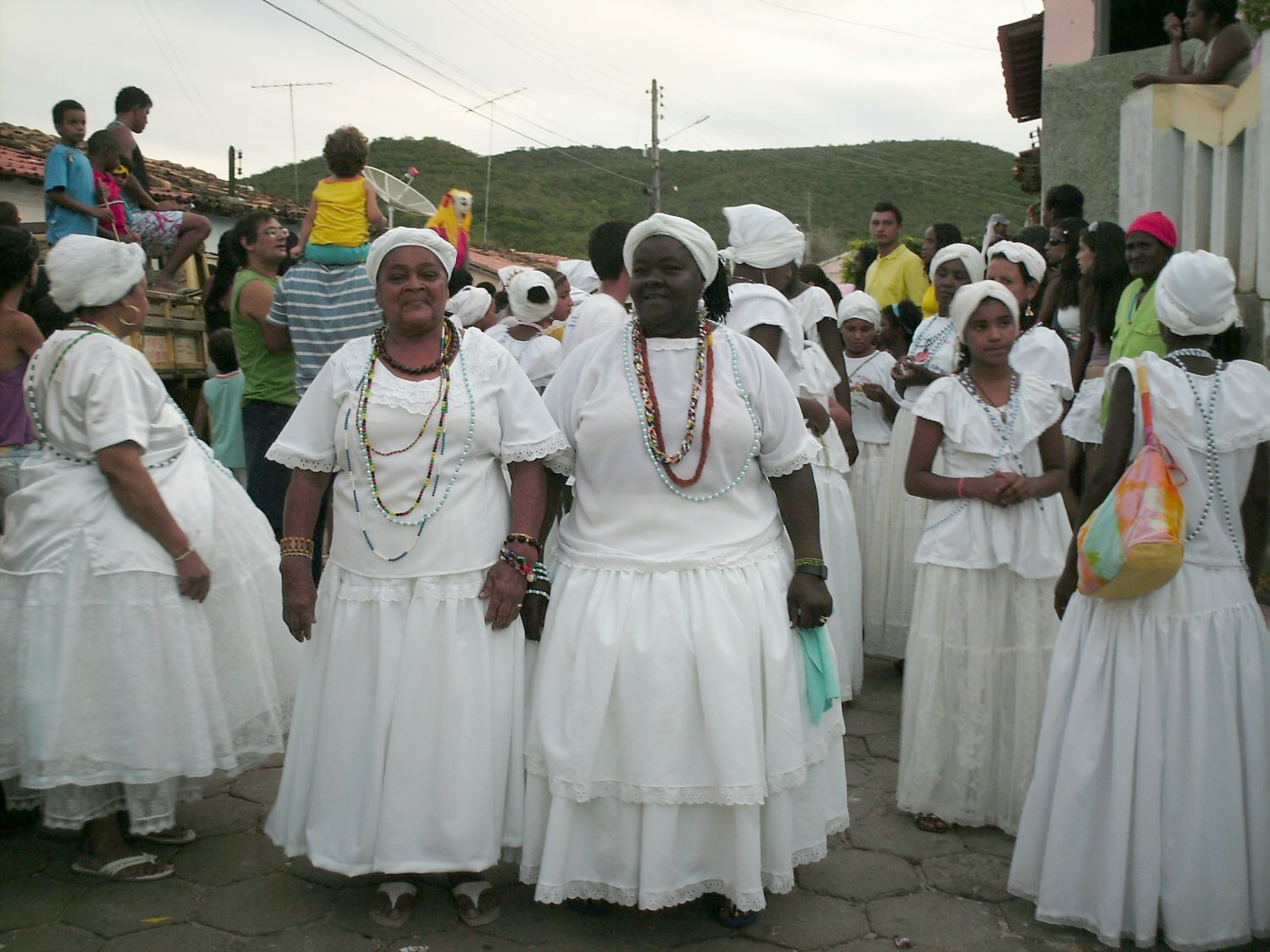
Baianas de acarajé em festa folclórica em Caetité, em 2007.

Os símbolos da Bahia abrangem tanto os três símbolos oficiais definidos constitucionalmente na esfera estadual, quanto representações simbólicas do estado brasileiro da Bahia estabelecidas na esfera federal, em outras definições legais estaduais e também aquelas estabelecidas sem qualquer cunho oficial. Nesse rol variado, há bandeira, brasão, hino, data magna, cidades capitais, abreviaturas e encômios, heróis e heroínas nacionais, orago, ofício, seres vivos (frutos, plantas, ave), corpos naturais (mineral, estrela), instrumento musical, além de um conjunto de patrimônios culturais representativos da identidade baiana.
Nesse contexto, a baianidade representa o modo de ser da população baiana e suas particularidades e constroem a imagem da Bahia, o jeito baiano. Entretanto, esse imaginário não é o mesmo ao longo da história. Assim, no início do século XX a partir de obras de Jorge Amado e Dorival Caymmi, simbolizam a Bahia a combinação entre bucolismo, praia e folclorização por meio da preguiça e da malemolência. Com o avanço da modernização urbano-industrial capitalista na segunda metade do século XX, esses elementos foram enquadrados no desenvolvimento econômico do estado via planejamento da atividade econômica do turismo a fim da construção da "baianidade turística", iconizada no Centro Histórico de Salvador após a reforma. Para isso, foram somadas a patrimonialização de monumentos históricos, a vida urbana intensa e a promoção de grandes espetáculos (carnaval e concertos musicais), destacando a afrodescendência (em sua estética, expressões musicais e gingado) sob o mito do "paraíso racial". Essa baianidade turística tem com símbolos a felicidade, festa, sol eterno, calor, praia, carnaval, axé, hospitalidade, tolerâncias racial, cultural e religiosa, além de se mostrar como uma unidade, quando são características folclorizadas de Salvador e do restante do Recôncavo Baiano.

## Oficiais
Conforme definidos constitucionalmente em 1989, a Bahia tem três símbolos em caráter oficial: uma bandeira, um brasão de armas e um hino. Em 2011, o então governador Jaques Wagner editou o Decreto n. 13 487 de 2 de dezembro de 2011 com normas do cerimonial do poder executivo baiano, dentre as quais aquelas relativas ao uso da Bandeira Estadual da Bahia e do Hino Oficial do Estado da Bahia.
Anteriormente, a primeira constituição baiana, de 1891, não mencionou qualquer símbolo representativo para o estado. A Constituição do Estado da Bahia de 1935 estabeleceu dentre suas disposições gerais que "O Estado e os Municípios adotarão a bandeira, o hino, o escudo e as armas nacionais, sem prejuízo, porém, da faculdade de estes e aquele instituírem, por lei, escudo e insígnias próprias, para as coisas de seu domínio, uso e economia, respeitada a legislação federal sobre o assunto." Porém, a ditadura do Estado Novo (1937-1945), em nome de uma unidade nacional, vetou o uso de símbolos estaduais, o que ficou em vigor até a revisão do assunto pelos constituintes e revogação com a promulgação da Constituição brasileira de 1946. Assim, a constituição baiana de 1947 previu como símbolos apenas o hino e o brasão de armas em vigor até então. Já a Constituição Estadual de 1967 introduziu dentre suas disposições preliminares que "São símbolos do Estado a bandeira, as armas e o hino vigorantes na data da promulgação desta constituição, ou os que forem adotados em lei".

### Bandeira
A Bandeira Estadual da Bahia é o pavilhão do estado brasileiro da Bahia e um dos símbolos oficiais a representar esta unidade da federação. Foi criada em 1889 por Diocleciano Ramos, médico e republicano baiano, e teve seu uso proibido durante o Estado Novo, assim como os demais símbolos subnacionais no país. Embora os detalhes do desenho não tenham sido descritos em legislação, constituições baianas recentes atribuíram ao estado a bandeira em uso como parte dos símbolos oficiais estaduais e decretos de 1960 e 2011 buscaram regular seu uso. Mais que isso, a bandeira da Bahia teve uso disseminado e enraizado na consciência da população baiana.
Suas características remetem à Revolta dos Búzios, à maçonaria, à Inconfidência Mineira, à Revolução Francesa e à Independência dos Estados Unidos. Dessa forma guarda semelhanças com as bandeiras da França, dos Estados Unidos, de Minas Gerais, como também com o histórico de bandeiras de movimentos separatistas e libertários organizados no território baiano. Desenhada em três cores, tem a forma retangular listrada de quatro raias horizontais intercaladas entre branco e vermelho e um quadrilátero azul na área superior esquerda sobre o qual está centralizado um triângulo branco.

### Brasão de armas
O brasão da Bahia é o emblema heráldico e um dos símbolos oficias do estado brasileiro da Bahia. Está em uso oficial desde, ao menos, o ano de 1891. Houve uma versão inicial que foi modificada em meados do século XX, chegando então ao desenho vigente do brasão. Por sinal, este desenho apresenta personificações do trabalho/indústria e da república/liberdade e referências à colonização portuguesa do Brasil iniciada na Bahia (isto é, a "descoberta do Brasil" em 1500 por aquele país europeu) e às bandeiras nacional e estadual.

### Hino
O Hino ao Dois de Julho, ou Hino Oficial do Estado da Bahia, é o hino e um dos símbolos oficias do estado brasileiro da Bahia, tendo sua adoção oficial ocorrida em 2010. Tem sua letra composta por Ladislau dos Santos Titara em 1824 e melodia de José dos Santos Barreto, ambos combatentes da Guerra da Independência do Brasil. Desde sua adoção oficial, é reproduzido em solenidades governamentais dos poderes estaduais executivo, legislativo e judiciário, como também em eventos esportivos e congressos realizados no estado.
Traz como tema a independência brasileira e o caráter nacional dos episódios em território baiano. Assim, faz alusão ao 2 de julho de 1823 — data maior do estado, quando, após as lutas da Independência da Bahia iniciadas em 1821, a Bahia libertou-se do jugo português. Refere-se às batalhas de Cabrito e Pirajá nas quais, com o sangue baiano, foi conquistada a separação de Portugal e consolidada a independência do país. Também associa a dominação portuguesa ao despotismo e à tirania ao passo que coloca a identidade brasileira como opositora a tais formas de governo.

## Outros definidos estadualmente

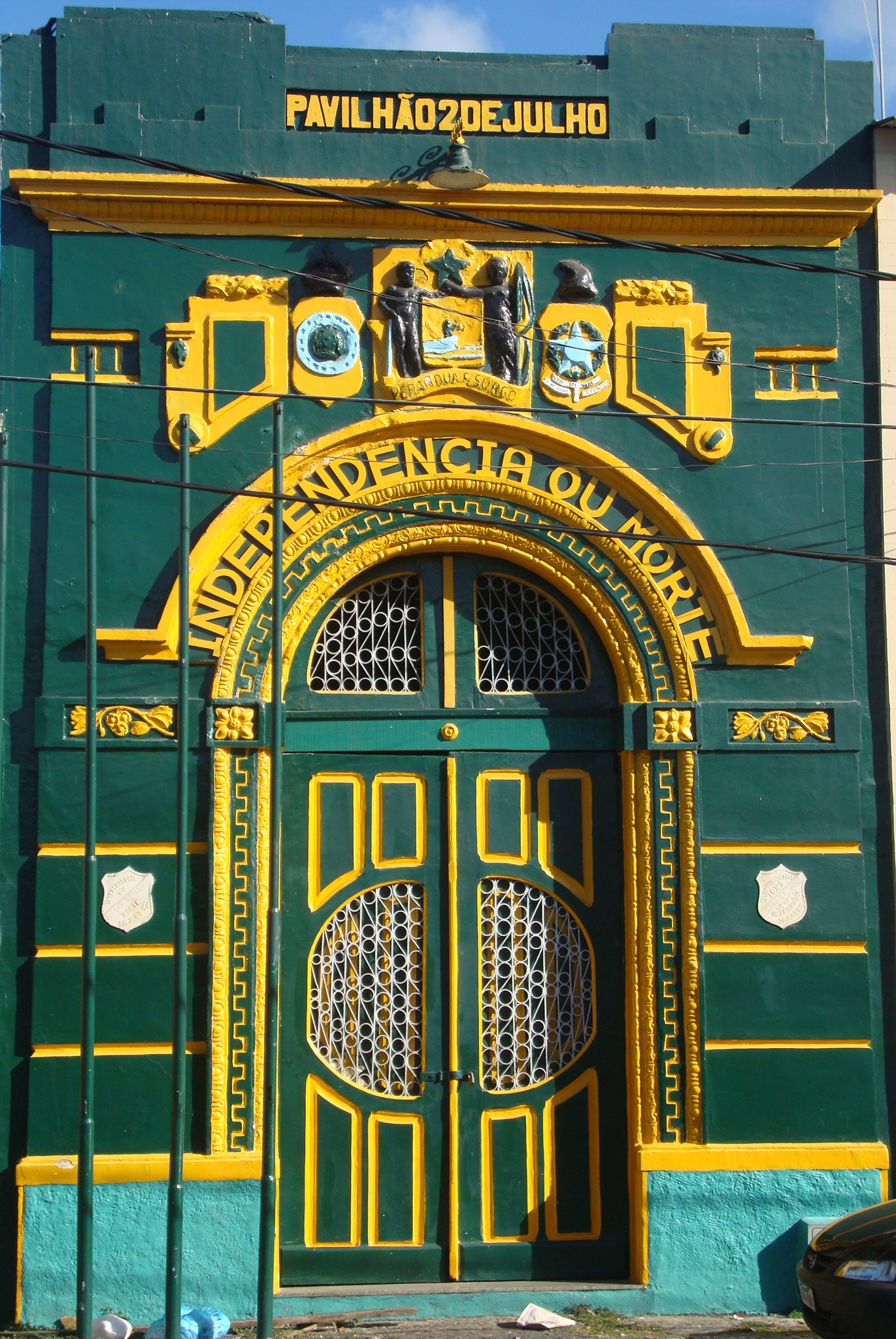
Pavilhão Dois de Julho, onde se encontram as figuras do Caboclo e da Cabocla, símbolos da Independência

Para além dos três símbolos definidos expressamente como "símbolos oficiais" na constituição baiana, há outros símbolos definidos no âmbito legal do estado da Bahia. A Constituição do Estado da Bahia de 1989, no parágrafo segundo do seu artigo sexto, definiu a data de 2 de julho como a data magna do estado, colocada de forma à parte do trio de símbolos oficiais. Esse dia é um feriado estadual, uma comemoração cívica em referência à consolidação da Independência do Brasil na Bahia, comumente referida como a “independência da Bahia”. Ela difere do Sete de Setembro, por representar o esforço coletivo (e não decisões de elites), a defesa contínua da liberdade (e não um episódio único conclusivo), a conquista da liberdade com resistência e união (e não algo meramente simbólico e diplomático).
Além da data magna, a mesma constituição designa uma cidade capital para o estado: Salvador, função que exerce desde sua fundação no período colonial e lhe rende a designação "Cidade da Bahia". Contudo, a capital estadual é transferida temporariamente em duas ocasiões para outro município. Cachoeira, de acordo com a Lei Estadual 10.695 de 2007, torna-se no dia 25 de junho de todos os anos (desde 2008) a capital em reconhecimento histórico pelas lutas na Independência da Bahia. E Porto Seguro vira capital no dia 22 de abril, desde 2016, em referência à chegada dos portugueses em 1500 à região do Monte Pascoal.
Noutro campo, o Instituto do Patrimônio Artístico e Cultural da Bahia (IPAC) reconhece na esfera estadual os patrimônios culturais representativos da história e cultura baianas. Eles são símbolo da identidade baiana e abrangem o patrimônio material e o imaterial.

## Definidos nacionalmente

Constelações representadas na bandeira brasileira, dentre as quais a mais acima do grupo 6 (constelação do Cruzeiro do Sul) representa a Bahia

A Bahia também é representada por símbolos definidos nacionalmente. Dentre eles, está a representação do estado da Bahia na Bandeira do Brasil pela estrela Gamma Crucis (γ Crucis) da constelação do Cruzeiro do Sul (Crux). A Gama do Cruzeiro do Sul é a estrela posicionada muito próxima ao centro do losango amarelo e a mais acima dentre as cinco da constelação.
O Panteão da Pátria e da Liberdade Tancredo Neves reconhece heroínas e heróis nacionais do país, listando personalidades baianas como Maria Filipa de Oliveira, Joana Angélica, Maria Quitéria e João das Botas pelo heroísmo na independência do Brasil na Bahia, João de Deus Nascimento, Manuel Faustino dos Santos Lira, Luís Gonzaga das Virgens e Lucas Dantas do Amorim Torres pelo heroísmo na Revolta dos Búzios, Luís Gama pelo heroísmo na abolição da escravidão no Brasil, e Ruy Barbosa.
Em publicações do Instituto Brasileiro de Geografia e Estatística (IBGE), a Bahia tem seu nome comumente abreviado com a sigla BA, ao menos desde a década de 1940.
Como instituição nacional brasileira encarregada dos assuntos referentes ao patrimônio histórico no país, o Instituto do Patrimônio Histórico e Artístico Nacional (IPHAN) registra os patrimônios materiais e inscreve os patrimônios imateriais. Nos dois tipos, há patrimônios ligados à Bahia, ou seja, simbólicos do estado. Na lista de imateriais, estão a roda de capoeira, os ofícios dos mestres de capoeira e das baianas de acarajé, o samba de roda do Recôncavo Baiano e a Festa do Senhor Bom Jesus do Bonfim. Nesse sentido, Milton Moura descreveu a capoeira como "manifestação cultural que configura e constitui historicamente um modo de ser baiano". Já as baianas de acarajé com sua vestimenta levam o gentílico do estado no nome do ofício e são símbolos da Bahia — por extensão, da cultura popular brasileira também — bastante explorados para a promoção turística do estado no resto do Brasil e no mundo.

## Não oficiais

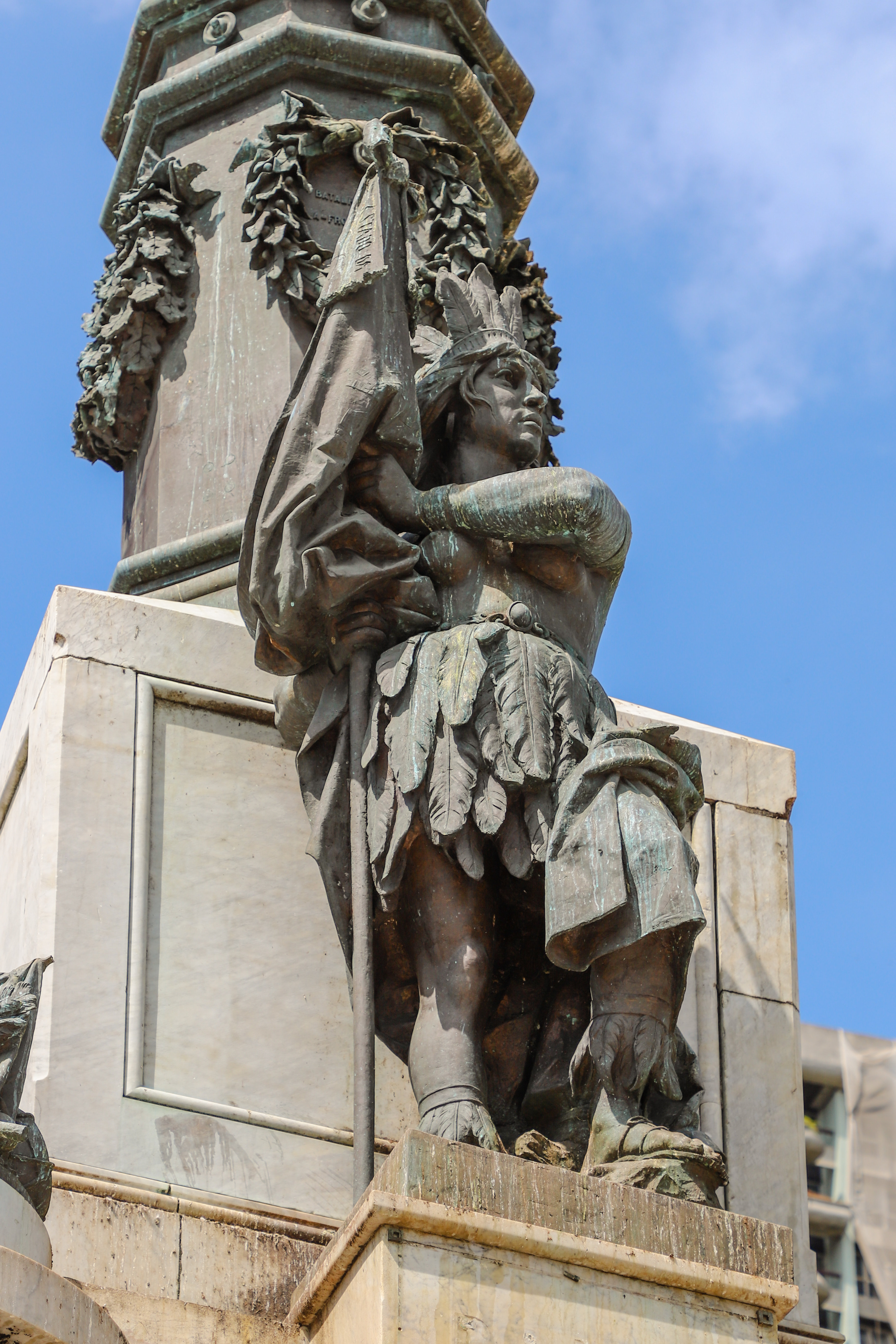
Alegoria personificada da Bahia, componente do Monumento ao Dois de Julho, no Largo do Campo Grande em Salvador

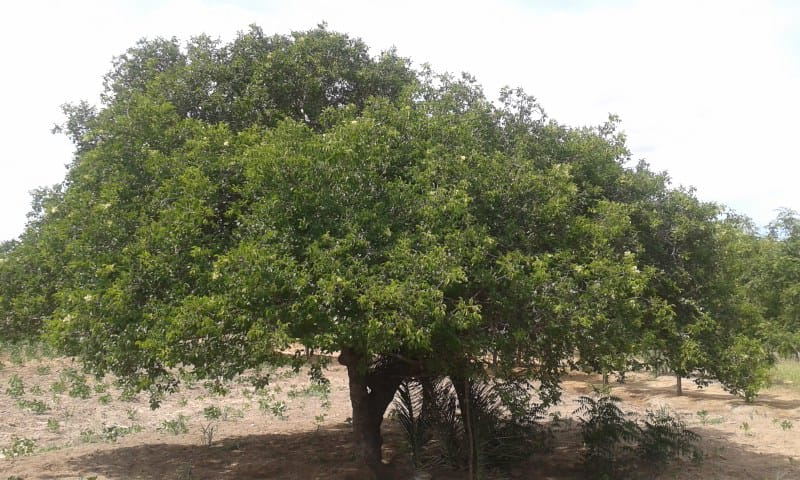
O umbuzeiro carregado de frutos

Em âmbitos fora do governo, outros símbolos foram atribuídos ao estado. O curió (Sporophila angolensis), um pássaro nativo no estado, foi alçado como a ave-símbolo da Bahia no livro As aves-símbolos dos estados brasileiros, de 2003, em função de associação feita pelo zoólogo brasileiro Olivério Mário de Oliveira Pinto com sua abundância na Bahia e o tráfico que existia desde lá para o litoral atlântico africano. Essa representação não oficial é difundida desde então.
São recorrentes também indicações de que o berimbau é o instrumento musical que simboliza a Bahia.
Já o umbuzeiro é referido como “árvore sagrada do Sertão”, símbolo do semiárido brasileiro e, também, árvore-símbolo do sertão da Bahia.
A Igreja Católica instituiu em 1971, pelo Papa Paulo VI, Nossa Senhora da Conceição da Praia como Padroeira do Estado da Bahia, atendendo solicitações de Avelar Brandão Vilela, então arcebispo de Salvador e primaz do Brasil, após tornar basílica a Igreja da Conceição da Praia, em Salvador. Trata-se de um título de Maria relacionado ao mais amplo "Nossa Senhora da Conceição" e cujo dia comemorativo é o 8 de dezembro.
Adicionalmente, ao longo da história, a Bahia recebeu diversos encômios como Boa Terra e Terra da Felicidade, por causa da recorrente caracterização de sua população como alegre e festiva. Por outro lado, a ocorrência de certos frutos, plantas e minerais no estado também ocasionaram referências à Bahia em seus nomes, tal como coco-da-baía, laranja-da-baía, jacarandá-da-baía, sambaíba-da-baía e bahianita. E similar à abreviatura do IBGE, o padrão ISO 3166 publicado pela Organização Internacional para Padronização (ISO) definiu o código BR-BA para simbolizar o estado.
No âmbito das discussões do centenário da Independência do Brasil, houve proposta de um monumento com representações de cada um dos estados, no qual a Bahia seria representada por "uma indígena, cristianizada, seminua, genuflexa, conchegando ao seio de uma cruz", em função do processo colonial de catequização das populações indígenas para a Igreja Católica ter início na Bahia.
O Carnaval de Salvador e alguns de seus blocos (como o Ilê Aiyê e o Filhos de Gandhy) são símbolos representantes de baianidade, muitas vezes transformados em produtos turísticos. São referidos ainda como símbolos de baianidade: o Elevador Lacerda, a fita do Senhor do Bonfim, a expressão "baianidade nagô" (com canção homônima de axé).